# Arseniusz (Briancew)
Arseniusz, imię świeckie Aleksandr Dmitrijewicz Briancew (ur. 15 sierpnia?/27 sierpnia 1839 we wsi Wołosta-Piatnica, zm. 15 kwietnia?/28 kwietnia 1914 w Charkowie) – biskup Rosyjskiego Kościoła Prawosławnego.

## Życiorys
Urodził się w bardzo biednej rodzinie cerkiewnego psalmisty. Przez rodziców został skierowany do szkoły duchownej, a po jej ukończeniu do seminarium duchownego w Smoleńsku. Ukończył je, mimo ubóstwa, w 1863, po czym rozpoczął studia w Kijowskiej Akademii Duchownej. W 1867 uzyskał w niej tytuł magistra nauk teologicznych i został skierowany do pracy jako nauczyciel w gimnazjum w Białej Cerkwi. 4 lutego 1868 przyjął święcenia kapłańskie jako duchowny żonaty. W 1869 został przeniesiony do pracy duszpasterskiej w cerkwi Zmartwychwstania Pańskiego w ławrze Peczerskiej, przy równoczesnej pracy w gimnazjum w kijowskiej dzielnicy Padół oraz w szkole wojskowej. W 1872 przeniesiony do pracy w instytucie dla szlachetnie urodzonych panien w charakterze opiekuna kaplicy szkolnej oraz wykładowcy.
19 marca 1873 został, dzięki rekomendacji metropolity kijowskiego Arseniusza, skierowany na stanowisko rektora taurydzkiego seminarium duchownego, zaś 9 kwietnia podniesiony do godności protoprezbitera. W tym samym roku zmarła jego żona, co skłoniło go do wstąpienia do monasteru. 26 kwietnia 1875 złożył wieczyste śluby zakonne, przyjmując imię Arseniusz, zaś 27 kwietnia został mianowany archimandrytą.
17 maja 1882 miała miejsce jego chirotonia na biskupa ładoskiego, wikariusza eparchii petersburskiej. Uroczystość miała miejsce w soborze Trójcy Świętej w kompleksie Ławry św. Aleksandra Newskiego przy udziale metropolity petersburskiego Izydora, arcybiskupa chełmsko-warszawskiego Leoncjusza i arcybiskupa kazańskiego Sergiusza. Od października 1883 był ponadto rektorem i wykładowcą Petersburskiej Akademii Duchownej. W czasie czteroletniej pracy na tym stanowisku przyjął mnisze śluby wieczyste od dziesięciu studentów Akademii, w tym od późniejszego twórcy Rosyjskiego Kościoła Prawosławnego poza granicami Rosji – Antoniego (Chrapowickiego).
28 marca 1887 przeniesiony na katedrę ryską. Rozpoczął wówczas szeroko zakrojoną działalność na rzecz wzmacniania pozycji prawosławia na ziemiach łotewskich i estońskich: inicjował wznoszenie nowych cerkwi, organizował prasę cerkiewną, prowadził spotkania na tematy religijne, zakładał biblioteki i przyczynił się do powstania dwóch żeńskich klasztorów: monasteru Trójcy Świętej i św. Sergiusza z Radoneża w Rydze oraz Piuchtickiego Monasteru Zaśnięcia Matki Bożej. Za swoje zasługi dla Rosyjskiego Kościoła Prawosławnego otrzymał 15 maja 1893 godność arcybiskupa.
4 października 1897 przeniesiony na katedrę kazańską i swijaską. Również w tej eparchii rozwinął szeroką działalność misyjną, ukierunkowaną na pozyskiwanie nowych wyznawców prawosławia spośród lokalnych społeczności muzułmańskich, jak również staroobrzędowców. W 1901 nagrodzony prawem noszenia brylantowego krzyża na kłobuku.
8 lutego 1903 przeniesiony na katedrę charkowską, gdzie również prowadził działania na rzecz kształcenia prawosławnych misjonarzy, zakładał szkoły duchowne, biblioteki oraz przytułki dla sierot i inne instytucje dobroczynne, które miały działać przy monasterach. Zmarł w Charkowie po krótkiej chorobie.